# Tetranychus tumidellus
Tetranychus tumidellus är en spindeldjursart som beskrevs av Pritchard och Baker 1955. Tetranychus tumidellus ingår i släktet Tetranychus och familjen Tetranychidae. Inga underarter finns listade i Catalogue of Life.